# Cabalus
Cabalus — рід журавлеподібних птахів родини пастушкових (Rallidae). Представники цього роду мешкають в Океанії. Раніше їх відносили до роду Південний пастушок (Gallirallus), однак за результатами молекулярно-філогенетичного дослідження вони були переведені до відновленого роду Cabalus

## Види
Виділяють два види, включно з одним вимерлим: 
- Пастушок новокаледонський (Cabalus lafresnayanus)
- †Пастушок чатамський (Cabalus modestus)